# بدر بن عبد الله بن فرحان
الأمير بدر بن عبد الله بن محمد بن فرحان آل سعود (2 محرم 1406 هـ / 16 سبتمبر 1985م)، هو أول وزير للثقافة ووزيرها الحالي في المملكة العربية السعودية، محافظ الهيئة الملكية لمحافظة العلا اعتباراً من يوليو من عام 2017، ورئيس مجلس إدارة صندوق التنمية الثقافي منذ تأسيسه عام 2021، وهو مسؤول عن مجموعة من المسؤوليات الرئيسية المرتبطة مباشرة بتنفيذ رؤية المملكة العربية السعودية 2030.

## النشأة والمؤهلات العلمية
وُلد الأمير بدر بن عبد الله بن محمد بن فرحان آل سعود في يوم الأثنين 2 محرم 1406 هـ الموافق 16 سبتمبر 1985. درس في جامعة الملك سعود في مدينة الرياض، وتخرج بدرجة البكالوريوس في القانون.

## المسيرة المهنية
استهل الأمير بدر حياته المهنية كمسؤول تنفيذي ومستثمر في مجال الأعمال المتعلقة بقطاعات الطاقة والعقارات والاتصالات.
تسلم الأمير بدر في ديسمبر 2015 منصب رئيس مجلس إدارة المجموعة السعودية للأبحاث والتسويق، إحدى أكبر شركات النشر الإعلامي في الشرق الأوسط والتي توسع نطاق عملها مؤخراً إلى الولايات المتحدة والمملكة المتحدة. شهدت المجموعة في عهده مجموعة من التطورات، بما في ذلك توقيع اتفاق مع شركة بلومبيرغ نيوز لإطلاق أولى خدماتها الإخبارية باللغة العربية ’بلومبرغ العربية‘ في سبتمبر 2017، وتلاها الاستحواذ في الشهر التالي على حصة بنسبة 51% من شركة خدمة الأخبار المالية الإلكترونية السعودية أرقام.
في يناير 2017، وقع الأمير بدر اتفاقية تعاون بين المجموعة السعودية للأبحاث والتسويق ومؤسسة محمد بن سلمان بن عبد العزيز الخيرية، وهي منظمة سعودية غير ربحية تٌعنى بالشباب، بهدف توفير الدعم اللازم في مجال الإعلام والاتصالات لبرامج المؤسسة.
رأس الأمير بدر مجلس إدارة معهد مسك للفنون الذي يسعى لتمكين الدبلوماسية الثقافية الدولية والتبادل الفني.
تولى الأمير بدر في يونيو 2017 منصب محافظ الهيئة الملكية لمحافظة العلا، وهي هيئة تم إنشاؤها حديثاً لتطوير المواقع الأثرية في المحافظة والتي يعود تاريخها إلى 2000 عام في منطقة المدينة المنورة وتحويلها إلى وجهة جذب ثقافي. وفي أبريل من العام التالي، وقع اتفاقاً مع وزير الخارجية الفرنسي جان إيف لودريان للاستعانة بالخبرات الفرنسية في ترميم محافظة العلا على مدى 10 سنوات. أرسى الأمير بدر شراكات أخرى لترويج محافظة العلا، بما في ذلك اتفاق مع معهد العالم العربي في باريس يقضي بتنظيم معرض تعريفي، ومبادرة تهدف إلى تحفيز المنشورات العلمية والأثرية المرتبطة بالمدينة المنورة بالتعاون مع جامعة هارفارد. وفي أغسطس 2018 أطلق الأمير بدر خمسة مبادرات جديدة في محافظة العلا تهدف إلى الحفاظ على تراث المنطقة وتطويرها بنيتها التحتية. وتشمل المبادرات برنامج البعثات الدولية لطلاب العلا وبرنامج مجتمعي يهدف إلى الحفاظ على تراث المنطقة وسيساهم في خلق وظائف في هذا المجال.
في 24 فبراير 2021، عُين الأمير بدر نائبًا لرئيس مجلس إدارة شركة السودة للتطوير، التي يرأس مجلس إدارتها ولي العهد الأمير محمد بن سلمان آل سعود.
بجانب رئاسة الأمير بدر اللجنة الوطنية للتربية والثقافة والعلوم منذ عام 2019، يحمل عضوية مجالس العديد من المؤسسات والمنظمات واللجان الدولية والوطنية ذات العلاقة بالشؤون الثقافية كمجلس إدارة مؤسسة التحالف الدولي لحماية التراث في مناطق النزاع (ألِف)، ومنظمة "بانثيرا".
يقود وزير الثقافة السعودي العديد من المؤسسات غير الربحية ذات الاهتمام الثقافي، كرئاسته لمجلس إدارة معهد مسك للفنون، ومجلس أمناء صندوق النمر العربي.
يقود الأمير بدر العديد من المبادرات والمشاريع الثقافية المرتبطة برؤية المملكة 2030 إضافة إلى مجلس أمناء المتحف الوطني، ومجلس إدارة صندوق التنمية الثقافي، ومجلس أمناء مجمع الملك سلمان العالمي للغة العربية، ومجلس أمناء المعهد الملكي للفنون التقليدية. كما يرأس مجلس إدارة هيئة تطوير الطائف.

### الهيئة العامة للثقافة ووزارة الثقافة
عُيِّن الأمير بدر عضواً في مجلس إدارة الهيئة العامة للثقافة في أبريل 2018، وهي هيئة تهدف إلى تعزيز قطاع الثقافة في المملكة العربية السعودية في إطار رؤية المملكة العربية السعودية 2030. وفي 2 يونيو 2018، عُيِّن الأمير بدر وزيراً للثقافة ليكون أول من يشغل هذا المنصب في المملكة العربية السعودية، واستقال من منصبه رئيسًا لمجلس إدارة المجموعة السعودية للأبحاث والتسويق. أُنشِئت وزارة الثقافة السعودية بهدف تعزيز البرامج الثقافية بما يتماشى مع رؤية المملكة 2030؛ إذ صرح الأمير بدر في أول بيان رسمي له بأن الوزارة تسعى إلى تعزيز الهوية السعودية ودعم جهود الشباب في المجالات الإبداعية.

## رئاسة الهيئات
يرأس الأمير بدر بن فرحان مجالس إدارات 11 هيئة ثقافية تغطي 16 قطاعاً ثقافياً وهي:
- هيئة الأدب والنشر والترجمة
- هيئة الأزياء
- هيئة الأفلام
- هيئة التراث
- هيئة فنون العمارة والتصميم
- هيئة الفنون البصرية
- هيئة المتاحف
- هيئة المسرح والفنون الأدائية
- هيئة المكتبات
- هيئة الموسيقى
- هيئة فنون الطهي

## الأوسمة والتكريمات
- منحه الملك سلمان بن عبد العزيز آل سعود، وشاح الملك عبد العزيز من الطبقة الأولى في 6 أبريل 2021.[26]

## اهتمامه بالفنون
يقود الأمير بدر بن فرحان مشروع سعودي لتمكين القطاع السينمائي في السعودية ويظهر ما يوليه من اهتمام عالي، مشيراً في أحاديث صحافية إلى أن توجهه إلى تمكين السعوديين من رواية قصصهم الثرية بأنفسهم لأنهم الأقدر على ذلك؛ وقال: «نتطلع لوصول قصصنا السعودية إلى أكبر المحافل السينمائية العالمية لتنافس بقية الصناعات السينمائية في العالم».
وخلال الفترة الماضية أطلق «برنامج تمويل قطاع الأفلام»، بمخصصات تقدر بـ 879 مليون ريال، وإطلاق الهيئة الملكية لمحافظة العُلا، وإدارة «فيلم العُلا» لدعم الصناعة كأول تحرك حكومي لدعم صناعة الأفلام في السعودية، إضافة إلى تدريب 1400 شاب وشابة سعودية على مهارات التمثيل والكتابة والإنتاج والإخراج والموسيقى والمؤثّرات البصرية.
في 7 ديسمبر من عام 2017، أشارت كل من صحيفة نيويورك تايمز وصحيفة وول ستريت جورنال إلى أن الأمير بدر لعب دوراً في شراء لوحة ليوناردو دا فينشي الشهيرة سالفاتور مندي. وفي اليوم التالي، تم الإعلان بأن اللوحة ستعرض في متحف اللوفر أبوظبي، بعد أن استحوذت عليها دائرة الثقافة والسياحة في أبوظبي في الإمارات العربية المتحدة.
يركز وزير الثقافة السعودي على دعم الفنون السعودية بأشكالها كافة لتسهيل مشاركتها في المعارض الخارجية، إذ دعمت وزارته فنانين سعوديين في بينالي «بينالسور» للفن المعاصر، وفي الدورة 58 لمهرجان البندقية للفنون (بينالي البندقية)، وفي معرض «الذكاء الاصطناعي والحوار بين الثقافات» بمتحف «هيرميتاج» في روسيا.
كما أعلن عن تأسيس المتحف السعودي للفن المعاصر بالتعاون بين هيئة تطوير بوابة الدرعية ووزارة الثقافة، في خطوة لتعزيز الفن الوطني ليصبح المتحف مركزاً للهوية البصرية المعاصرة السعودية، ومنصة لترويج أفضل القطع الفنية المعاصرة.
أُقيم بإشراف من وزير الثقافة بينالي الفنون الإسلامية أول بينالي للفنون الإسلامية في صالة الحجاج بمدينة جدة في عام 2023، شارك فيه فه أكثر من 40 فناناً من العالم، كما يقدّم المعرض عبر 4 صالات وجناحين ومساحة خارجية، أكثر من 50 قطعة من أعمال التكليف الجديدة، و280 قطعة أثرية، وأكثر من 15 قطعة أثرية لم يسبق عرضها من قبل.